# Timothy Olson
Pour les articles homonymes, voir Olson.
Timothy Allen Olson est un athlète américain né le 28 août 1983. Spécialiste de l'ultra-trail, il remporte la course Western States 100 en 2012 et établit un nouveau record de 14 heures, 46 minutes et 44 secondes. 

## Biographie
Olson est né à Amherst et a grandi dans le Wisconsin. Durant sa scolarité (high school), il était coureur sur piste et en cross-country avant de cesser les compétitions. Il participe à des compétitions d'ultramarathon à partir de 2009. Il est diplômé comme masseur-thérapeute.

## Palmarès
2009 : Première course de 50 kilomètres où il finira à la sixième place.
2010 : Il remporte la première place lors de sa première course de 100 miles.
2011 : Il participe à la course Western States 100 pour la première fois et termine la course en 16 heures et 18 minutes, et 42 secondes, ce qui lui confère la sixième place.
2012 : Il remporte la 39e course annuelle Western States 100 en un temps record de 14 heures, 46 minutes et 44 secondes, écrasant le précédent record établit 2 ans plus tôt par Geoff Roes qui s'élevait à 15 heures, 07 minutes et 04 secondes de près de 20 minutes.
2013 : Il remporte à nouveau la course Western States 100 en 15 heures, 17 minutes et 27 secondes. Il participe également à l'Ultra-trail du Mont-Blanc (UTMB) cette même année et finit la course en 21 heures, 38 minutes et 23 secondes, se plaçant ainsi à la quatrième place.
2014 : Il remporte le titre de "Male runner of the year" à l'Endurance Live sport awards organisé par le Competitor Group, inc.
2017 : Il remporte en Espagne les Penyagolosa Trails.